# Markus Schopp
Markus Schopp est un footballeur autrichien né le 22 février 1974 à Graz, qui évoluait au poste de milieu de terrain au SK Sturm Graz et en équipe d'Autriche, reconverti entraîneur.
Schopp a marqué six buts lors de ses cinquante-six sélections avec l'équipe d'Autriche entre 1995 et 2005.

## Biographie
Markus Schopp a joué pour les clubs autrichiens du SK Sturm Graz et du Red Bull Salzbourg, pour le club allemand de Hambourg SV et le club italien du Brescia Calcio avant de jouer pour le Red Bull New York.
À 34 ans, il a mis un terme à sa carrière à cause de problèmes de dos.
International autrichien, il a participé à la coupe du monde 1998 en France.
Après avoir pris en charge l'équipe amateur du Sturm Graz, il est désigné entraîneur par intérim de l'équipe première en avril 2013, et ce, jusqu'à la fin de la saison, à la suite du limogeage de Peter Hyballa.

## Palmarès

### En équipe nationale
- 56 sélections et 6 buts avec l'équipe d'Autriche entre 1995 et 2005.

### Avec le Sturm Graz
- Vainqueur du Championnat d'Autriche de football en 1999.
- Vainqueur de la Coupe d'Autriche de football en 1996 et 1999.
- Vainqueur de la Supercoupe d'Autriche en 1999.